# Roberto Giorgetti
Pour les articles homonymes, voir Giorgetti.
 (juillet 2017).
Si vous disposez d'ouvrages ou d'articles de référence ou si vous connaissez des sites web de qualité traitant du thème abordé ici, merci de compléter l'article en donnant les références utiles à sa vérifiabilité et en les liant à la section « Notes et références ».
Roberto Giorgetti, né le 4 novembre 1962 à Borgo Maggiore, est un homme politique de Saint-Marin, membre de l'Alliance populaire. Il est capitaine-régent de Saint-Marin du 1er octobre 2006 au 1er avril 2007 avec Antonio Carattoni.